# Наводнение в Аргентине (2013)
Наводнение в Аргентине продолжалось с 1 по 3 апреля 2013 года в городе Ла-Плата, Буэнос-Айресе, в Аргентине.

## История
Причиной наводнения стали сильный шторм, сопровождающийся ливневыми дождями и порывистым ветром. Наводнение привело к обрыву линий электропередачи и сбоям транспортного сообщения.
101 человек стали жертвами наводнения в Аргентине, 2,2 тыс. человек были эвакуированы из своих домов.
3 апреля в стране был объявлен трёхдневный траур.

## См.также
- Наводнение в Аргентине (2015)